# Estación de Jubera
Jubera es un apeadero ferroviario situado en el término municipal español de Arcos de Jalón, en la provincia de Soria, comunidad autónoma de Castilla y León. No cuenta con servicio de viajeros.

## Situación ferroviaria
La estación se encuentra en el punto kilométrico 175,518 de la línea férrea de ancho ibérico que une Madrid con Barcelona a 900 metros de altitud, entre las estaciones de Medinaceli y Arcos de Jalón. La estación se sitúa entre los túneles de Jubera y Somaén.

## Historia
La estación fue puesta en servicio el 4 de febrero de 1863 con la apertura del tramo de 53,394 km entre las estaciones de Medinaceli y Alhama, dentro la línea férrea Madrid-Zaragoza por parte de la Compañía de los Ferrocarriles de Madrid a Zaragoza y Alicante o MZA. En 1941, la nacionalización del ferrocarril en España supuso la integración de MZA en la recién creada RENFE. 
Desde el 31 de diciembre de 2004 Renfe Operadora explota la línea mientras que Adif es la titular de las instalaciones ferroviarias.

## La estación
El edificio de viajeros fue demolido y toda la estructura desmantelada, quedando únicamente las vías principales, los dos andenes y una caseta del CTC. El conjunto se halla en un desvío de la  N-2 , a la altura del km. 161. La distancia de la estación hasta Velilla de Medinaceli es de 4,2 km y a Jubera es de 3,4 km.